# Jean-Noël Rey
Jean-Noël Rey (Sierre, 23 de diciembre de 1949-Uagadugú, 16 de enero de 2016) fue un funcionario suizo y político del Partido Socialista Suizo. Fue director general del servicio público de Correos y telecomunicaciones de Suiza entre 1990 y 1998, y miembro del Consejo Nacional de Suiza desde 2003 hasta 2007.

## Biografía
Nació en Sierre, cantón del Valais, siendo hijo de un sindicalista. Rey se graduó con un doctorado en ciencias sociales en la Universidad de Ginebra en 1978. También había realizado estudios de economía. En 1976, ingresó en la Secretaría del Grupo Parlamentario Socialista en Berna. En 1983, las mujeres del partido lo acusaron de haber actuado entre la sombra para elegir a Otto Stich (de quien luego fue su asistente personal hasta 1989) en lugar de Lilian Uchtenhagen.
Fue elegido director general del servicio público de Correos y telecomunicaciones de Suiza en 1990, reemplazando a Jean Clivaz, también político socialista y valesano. Cuando la empresa estatal se dividió en Swisscom y Swiss Post en 1998, Rey fue objeto de acusaciones de amiguismo y renunció como CEO del nuevo servicio postal, pero fue absuelto de cargos judiciales.
Posteriormente dirigió la rama suiza de una empresa de servicios de entrega entre 2001 y 2003. Anteriormente había creado una empresa con el objeto de posicionarse en el mercado italiano, poniendo en marcha un proyecto denominado Mondial, cuya finalidad era encargarse del correo entre Italia y Suiza. Para ello pidió una garantía bancaria de 100 000 francos suizos, de los cuales solo 40 000 fueron reembolsados. Luego se presentó una querella criminal por administración desleal contra Jean-Noël Rey y su exdirector de finanzas. Más tarde fueron absueltos por el Tribunal de Berna en 2001.
En 2003, Rey fue elegido para el Consejo Nacional, la cámara baja del parlamento nacional suizo, en el que se desempeñó hasta 2007 como miembro del Comité de Finanzas.  En 2013, asumió la Presidencia de la Cámara de Comercio Franco-Suiza en Ginebra. Allí inició un proyecto para comerciar entre Basilea, Suiza, y Jura, en Francia.
Rey murió baleado en un restaurante en el atentado en Uagadugú de 2016, junto con otro expolítico suizo, Georgie Lamon. Ambos habían ido a una escuela construida en Burkina Faso por una fundación de caridad suiza fundada por Lamon, para la cual Rey ayudó a recaudar fondos.
En un comunicado, el presidente del Partido Socialista Suizo Christian Levrat rindió un homenaje a Rey el 18 de enero, calificándolo de «personalidad eminente y destacado socialista». Además se colocaron banderas a media asta en el Palacio federal de Suiza y la sede de gobierno del cantón del Valais.